# Eleccions legislatives estonianes de 1995
Les eleccions legislatives estonianes de 1995 se celebraren el 5 de març de 1995 per a renovar els 101 membres del Riigikogu. El partit més votat fou el Coalició i Unificació Rural que formà un govern de coalició amb el Partit del Centre Estonià i Tiit Vähi fou nomenat primer ministre d'Estònia. El març de 1997 hagué de dimitir a causa de l'un escàndol polític i fou substituït per Mart Siiman fins a les eleccions de 1999.

## Resultats
|                                          |                                                                               |         |         |          |     |
| Partits                                  | Partits                                                                       | Vots    | %       | Escons   | +/- |
|                                          | Coalició Estoniana - Unió del Poble (Koonderakond ja Maarahva Ühendus, KMÜ)   | 174.248 | 32,23%  | 41 / 101 | 24  |
|                                          | Partit Reformista Estonià (Eesti Reformierakond)                              | 87.531  | 16,19%  | 19 / 101 | Nou |
|                                          | Partit de Centre Estonià (Eesti Keskerakond)                                  | 76.634  | 14,17%  | 16 / 101 | 1   |
|                                          | Pro Patria - ERSP (Isamaa ja Eesti Rahvusliku Sõltumatuse Partei)             | 42.493  | 7,86%   | 8 / 101  | 31  |
|                                          | Moderats (ESDP-EMK) (Mõõdukad)                                                | 32.381  | 5,99%   | 6 / 101  | 6   |
|                                          | Estònia és Casa Nostra (EÜR-VEE) (Meie Kodu on Eestimaa)                      | 31.763  | 5,87%   | 6 / 101  | Nou |
|                                          | La Dreta (Parempoolsed )                                                      | 27.053  | 5,00%   | 5 / 101  | Nou |
|                                          | Millor Estònia–Ciutadà estonià (Parem Eesti-Eesti Kodanik)                    | 19.529  | 3,61%   | 0 / 101  | 8   |
|                                          | Partit Futur d'Estònia (Tuleviku Eesti Erakond)                               | 13.907  | 2,57%   | 0 / 101  | =   |
|                                          | Justícia (EDTP-OTE) (Õiglus )                                                 | 12.248  | 2,27%   | 0 / 101  | =   |
|                                          | Partit Popular dels Grangers Estonians (Eesti Talurahva Erakond)              | 8.146   | 1,51%   | 0 / 101  | =   |
|                                          | Quart Poder (Reialistes - Verds) (Neljas Jõud - Kuningriiklased ja Rohelised) | 1.854   | 0,38%   | 0 / 101  | =   |
|                                          | Altres                                                                        | 8.945   | 1,65%   | 0 / 101  | =   |
|                                          | Independents                                                                  | 1.444   | 0,27%   | 0 / 101  | =   |
| Vots vàlids                              | Vots vàlids                                                                   | 540.699 | 100,00% | 101      |     |
| Vots nuls                                | Vots nuls                                                                     | 5.142   | 0,94%   |          |     |
| Total (participació 69,06%)              | Total (participació 69,06%)                                                   | 545.825 |         |          |     |
| Font: Comitè Nacional Electoral Estonià. |                                                                               |         |         |          |     |